# 메토네 (위성)

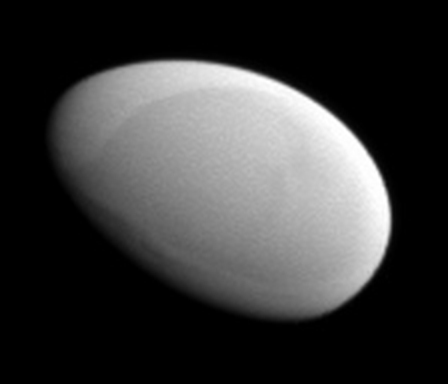
2012년 5월 20일 메토네의 측면을 촬영한 카시니의 이미지

메토네(Methone)는 달걀 모양의 작은 토성의 위성으로, 미마스와 엔셀라두스의 궤도 사이의 토성의 고리계의 궤도를 돈다. 2004년 발견되었으나 2012년에 카시니 우주선을 통해 세세한 부분의 이미지가 촬영되었다.

## 역사
카시니 우주선은 메토네에 두 번 방문했으며 가장 근접한 접근은 2012년 5월 20일 이루어졌다. (최소 1,900km 거리)